# Steinkiste im Kohave Skov
Die Steinkiste im Kohave Skov liegt im Wald von Gammel Holte, südlich von Trørød auf der Insel Seeland in Dänemark. In einem Rundhügel von 1,0 m Höhe und etwa 13,0 m Durchmesser liegt mittig eine West-Ost-orientierte Steinkiste (dänisch Hellekiste) von 2,6 × 0,5 m. Auf der Nordseite liegen sechs, auf der Südseite sieben Seitensteine, an den kurzen Seiten je einer. 
Die Steinkiste wurde 1938 von der Gemeinde Søllerød restauriert. Die Kammer wurde gereinigt. 
Die Steinkisten von Skodsborg liegen auf dem Solhøj, südöstlich von Trørød.